# Orlovac Zdenački
Orlovac Zdenački – wieś w Chorwacji, w żupanii bielowarsko-bilogorskiej, w mieście Grubišno Polje. W 2011 roku liczyła 285 mieszkańców.